# Kobîleakî, Zvenîhorodka
Kobîleakî (în ucraineană Кобиляки) este o comună în raionul Zvenîhorodka, regiunea Cerkasî, Ucraina, formată numai din satul de reședință.

## Demografie
Componența lingvistică a comunei Kobîleakî
     Ucraineană (98,67%)
     Rusă (1,33%)
Conform recensământului din 2001, majoritatea populației comunei Kobîleakî era vorbitoare de ucraineană (98,67%), existând în minoritate și vorbitori de rusă (1,33%).